# Нінев
Нінев (пол. Niniew) — село в Польщі, у гміні Хоч Плешевського повіту Великопольського воєводства.
Населення — 322 особи (2011).
У 1975-1998 роках село належало до Каліського воєводства.

## Демографія
Демографічна структура станом на 31 березня 2011 року:
|          | Загалом | Допрацездатний вік | Працездатний вік | Постпрацездатний вік |
| -------- | ------- | ------------------ | ---------------- | -------------------- |
| Чоловіки | 163     | 43                 | 105              | 15                   |
| Жінки    | 159     | 24                 | 104              | 31                   |
| Разом    | 322     | 67                 | 209              | 46                   |